# Acceleration 2014
Acceleration 2014 bestaat uit verschillende autosport- en motorsportklassen, georganiseerd door het Nederlandse International Sport Racing Association. Het evenement bevat drie autosportklassen, te weten de Formula Acceleration 1 (FA1), de MW-V6 Pickup Series (MW-V6) en de Legend SuperCup (LSC), en twee motorsportklassen, de European Stock 1000 Series (ACC1000) en de European Stock 600 Series (ACC600). Elk team dat zich inschrijft voor Acceleration 2014 vertegenwoordigt een land, wat een vergelijkbaar concept is met de A1 Grand Prix. Het is niet verplicht dat de coureur uit hetzelfde land komt als het team. De kampioen van elke klasse in 2014 krijgt een test in een auto uit een hogere klasse en zal ook inschrijfgeld krijgen voor een kampioenschap naar keuze in 2015.
Naast races zullen er tijdens elk raceweekend verschillende artiesten optreden onder leiding van David Hasselhoff onder de naam "Celebrate the 80's and the 90's with The Hoff". Onder deze artiesten bevinden zich 2 Unlimited, Haddaway, Kim Wilde, Rick Astley, Sabrina, Samantha Fox, Turbo B (bekend van Snap!), Twenty 4 Seven en de Vengaboys.

## Kalender
| Ronde | Circuit                            | Data               | Notities               |
| ----- | ---------------------------------- | ------------------ | ---------------------- |
| 1     | Autódromo Internacional do Algarve | 25-27 april 2014   | Geen ACC1000 en ACC600 |
| 2     | Circuito de Navarra                | 2-4 mei 2014       |                        |
| 3     | Nürburgring                        | 23-25 mei 2014     | Geen ACC1000 en ACC600 |
| 4     | Autodromo Nazionale Monza          | 6-8 juni 2014      | Geen ACC1000 en ACC600 |
| 5     | Slovakiaring                       | 4-6 juli 2014      | Geen FA1               |
| 6     | TT Circuit Assen                   | 17-19 oktober 2014 |                        |

- Voorafgaand aan het seizoen werden er ook verschillende tests gehouden. Deze werden gehouden op 29-30 november 2013 (Circuito de Navarra, 26-27 maart 2014 (Circuit Ricardo Tormo Valencia), 10 april 2014 (Circuit Park Zandvoort, enkel MW-V6) en 22-23 april 2014 (Autódromo Internacional do Algarve).
- De raceweekenden op het Circuit Zolder, het Circuit Paul Ricard en het Automotodrom Grobnik werden op 27 juni 2014 afgelast.
- Het raceweekend op de Hungaroring werd op 21 augustus 2014 afgelast.

## Competities

### Formula Acceleration 1
De Formula Acceleration 1 is een kampioenschap in het formuleracing. In de raceweekenden zijn er twee vrije trainingen op en één kwalificatie op vrijdag. Op zaterdag vinden de tweede kwalificatie en de eerste race plaats, waarna op zondag de tweede race verreden wordt. Het kampioenschap gebruikt de Lola B05/52 als auto, die ook gebruikt werd tijdens de eerste drie seizoenen van de A1 Grand Prix. De kampioen krijgt een testdag in een GP2-auto op het Yas Marina Circuit. Ook krijgt hij een budget om deel te nemen aan het FA1-kampioenschap van 2015.

### MW-V6 Pickup Series
De MW-V6 Pickup Series is een kampioenschap in het pickup truck racing. In de raceweekenden zijn er twee vrije trainingen en één kwalificatie op vrijdag. Op zaterdag vinden de tweede kwalificatie en de eerste twee races plaats, waarna op zondag de derde race verreden wordt. In de derde race wordt de startopstelling beslist door van iedere coureur de beste tijd uit de twee kwalificaties te nemen. De auto's zijn gebaseerd op die uit het Nederlandse kampioenschap BRL V6. De kampioen krijgt een test in de FA1-auto van 2015. Ook kan hij kiezen uit het halve budget voor het FA1-kampioenschap van 2015 of een volledig budget voor het MW-V6-kampioenschap van 2015.

### Legend SuperCup
De Legend SuperCup is een kampioenschap in het legends car racing. In de raceweekenden zijn er twee vrije trainingen op vrijdag. De grids voor de eerste twee races op zaterdag worden bepaald door een loting. De top 8 van de eerste race wordt omgedraaid voor de grid voor de derde race op zondag, terwijl de top 8 van de tweede race wordt omgedraaid voor de grid voor de vierde race op zondag. De auto's zijn gebaseerd op de auto's die worden gebruikt in andere legends car-kampioenschappen. De kampioen krijgt een test in de MW-V6-auto van 2015 en krijgt het halve budget voor het MW-V6-seizoen van 2015.

### European Stock 1000 Series
De European Stock 1000 Series is een kampioenschap in de motorsport. In de raceweekenden zijn er twee vrije trainingen op vrijdag. Op zaterdag zijn er twee kwalificaties, waarna op zondag de warming up en de race plaatsvinden.

### European Stock 600 Series
De European Stock 600 Series is een kampioenschap in de motorsport. In de raceweekenden zijn er twee vrije trainingen op vrijdag. Op zaterdag zijn er twee kwalificaties, waarna op zondag de warming up en de race plaatsvinden.